# Myleus rhomboidalis
Myleus rhomboidalis är en fiskart som först beskrevs av Cuvier, 1818.  Myleus rhomboidalis ingår i släktet Myleus och familjen Characidae. Inga underarter finns listade i Catalogue of Life.